# Mostar Sevdah Reunion

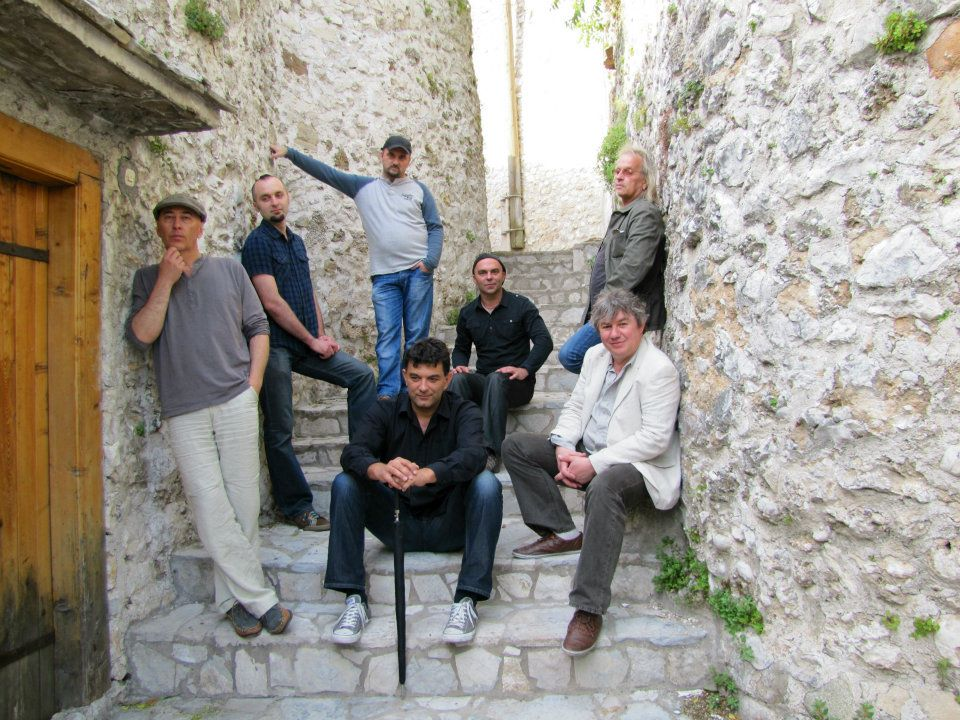
Mostar Sevdah Reunion and Dragi Sestic

Mostar Sevdah Reunion is een muziekgroep uit Mostar, Bosnië en Herzegovina. Hun muziek is een moderne variant van sevdah, de traditionele melancholieke volksmuziek uit Bosnië. Ze hebben veel samengewerkt met andere muzikanten, zoals Ljiljana Buttler, Šaban Bajramović, Amira Medunjanin, Boban Marković en Esma Redžepova.

## Ontstaansgeschiedenis
Tijdens de Bosnische Burgeroorlog waren er hevige gevechten in en rond Mostar. Delen van de stad werden beschoten en verwoest, en door de verwoesting van de eeuwenoude Stari Most brug werden bewoners letterlijk van elkaar gescheiden. Muzikanten bleven desondanks concerten geven, vaak bij kaarslicht omdat er geen elektriciteit meer was ten oosten van de rivier. De Bosnische muziekproducent Dragi Šestić werkte destijds bij de radio en nam een cassette op met muziek van lokale muzikanten. Ze zwoeren dat ze ervoor zouden zorgen dat de wereld kennis zou maken met hun muziek.
Enkele jaren na de oorlog ging Šestić, die inmiddels naar Nederland gevlucht was en daar woonde met zijn Nederlandse vrouw, tijdelijk terug naar Mostar. Daar kwam hij de muzikanten  Ilijaz Delic (zang) en Mustafa Santic (accordeon/klarinet) tegen, die hij nog kende van hun concerten tijdens de oorlog. Šestić stelde vervolgens een band samen met lokale muzikanten van verschillende etnische achtergronden, waaronder Delic en Santic, en nam met hen een album op.
Sindsdien bracht Mostar Sevdah Reunion een aantal albums uit, voornamelijk op het door Šestić opgerichte platenlabel Snail Records. Mostar Sevdah Reunion gaf diverse optredens in Nederland en België, onder andere in het Koninklijk Concertgebouw en op Sfinks en het Amsterdam Roots Festival. In 2013 was Mostar Sevdah Reunion te gast in Vrije Geluiden.

## Muziekstijl
Mostar Sevdah Reunion is gespecialiseerd in de melancholieke, eeuwenoude sevdah-stijl. Ze moderniseerden deze stijl met inventief spel en invloeden uit jazz en blues. Belangrijke instrumenten zijn accordeon, viool, piano en gitaar.

## Samenwerkingen
De Macededonische zangeres Esma Redžepova zong mee op het eerste album van Mostar Sevdah Reunion.
De Bosnische zangeres Amira Medunjanin zong mee op Mostar Sevdah Reunion's album A Secret Gate (2003). Mostar Sevdah Reunion werkte vervolgens mee aan Medunjanin's album Rosa (2005).
Mostar Sevdah Reunion nam verschillende albums op met met Ljiljana Buttler en Šaban Bajramović, en blies daarmee de carrières van deze veteranen nieuw leven in. Boban Marković speelde mee op het eerste album met Ljiljana Buttler.
Ljiljana Buttler en Mostar Sevdah Reunion gaven samen optredens op onder andere het North Sea Jazz Festival, Crossing Border en het Bimhuis.

## Erkenning en waardering
Muziektijdschrift Songlines noemde Mostar Sevdah Reunion "een van de beste bands uit de Balkan" en de band die "misschien wel het begin inluidde van Bosnië's nieuwe sevdah beweging" De BBC omschreef het vakmanschap van de groep als "onberispelijk" en schreef over het album Café Sevdah: "Hoewel het algehele gevoel misschien melancholisch is, is het een prachtig soort verdriet dat de luisteraar eerder geïnspireerd dan depressief achterlaat." AllMusic schreef over het album A Secret Gate: "Net als bij al hun andere albums is het spel fantastisch, emotioneel en ontroerend, vurig maar ingetogen."
Het album Lady Sings The Balkan Blues (2022) bereikte in 2023 de nr. 1 positie in de World Music Charts Europe en in de Transglobal World Music Chart, lijsten die worden samengesteld door muziekjournalisten. In 2024 won dit album een Songlines Music Award in de categorie Beste groep.

## Discografie
- Mostar Sevdah Reunion (1999)
- Mostar Sevdah Reunion presents Šaban Bajramović: A Gypsy Legend (2001)
- Ljiljana Buttler: The Mother of Gypsy Soul (2002)
- A Secret Gate (2003)
- Mostar Sevdah Reunion & Ljiljana Buttler: The Legends of Life (2005)
- Mostar Sevdah Reunion & Šaban Bajramović: Šaban (2006)
- Café Sevdah (2007)
- Mostar Sevdah Reunion & Ljiljana Buttler: Frozen Roses (2009)
- Tales from a Forgotten City (2013)
- Kings of Sevdah (2016)
- Mostar Sevdah Reunion presents Sreta: The Balkan Autumn (2018)
- Lady Sings The Balkan Blues (2022)
- Bosa Mara (2024)

## Documentaires
- Mostar Sevdah Reunion - Pjer Žalica (2000)
- Sevdah: the Bridge that Survived - Mira Erdevički (2005) [20]
- Tales From A Forgotten City - (Amir Grabus) 2013